# Sinoclytus emarginatus
Sinoclytus emarginatus là một loài bọ cánh cứng trong họ Cerambycidae.